# Mario Pirillo

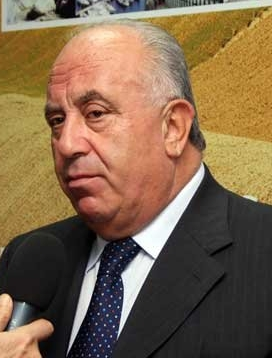
Mario Pirillo

Mario Pirillo (* 11. September 1945 in Amantea) ist ein italienischer Politiker des Partito Democratico.

## Leben
Von 1964 bis 1992 war er als hauptamtlicher Lehrer am Istituto professionale, settore industria e artigianato (IPSIA) in Amantea tätig. Seit 2009 ist er als Abgeordneter im Europäischen Parlament.